# Lac de Drewitzer
Le Lac de Drewitzer est un lac situé dans le Nord de l’Allemagne dans le Land de Mecklembourg-Poméranie-Occidentale et l'arrondissement du Plateau des lacs mecklembourgeois.

## Source
- (en) Cet article est partiellement ou en totalité issu de l’article de Wikipédia en anglais intitulé « Drewitzer See » (voir la liste des auteurs).